# Xian de Qijiang
Le xian de Qijiang (綦江县 ; pinyin : Qíjiāng Xiàn) est une subdivision de la municipalité de Chongqing en Chine.

## Démographie
La population du district était de 946 423 habitants en 1999.